# 524-й учебно-резервный полк (Россия)
15 центр подготовки личного состава (войсковая часть № 6622) — учебное и резервное формирование Внутренних войск МВД Союза ССР и Российской Федерации — России, сейчас Федеральной службы войск национальной гвардии.

## История
Часть была сформирована в 1956 году. Приказом МООП РСФСР, от 21 сентября 1962 года. Днём образования полка считается 25 октября 1956 года.
Первоначально полк базировался в посёлке Северный города Воркуты. В 1958 году часть переведена в Ставрополь (нынешнее название — Тольятти).
Личный состав полка принимал участие в строительстве Жигулёвской ГЭС: бетонирование, электросварка, резка металла и так далее.
Полк принимал участие в ликвидации последствий землетрясения в Спитаке (1988 год).
Отдельные подразделения полка принимали участие в Первой Чеченской войне. После введения в штат полка учебного взвода по подготовке снайперов в 1999 году в ходе Второй Чеченской войны в боевых действиях с 1999 по 2001 года принимала участие сводная снайперская рота полка.
Основными задачами полка являются подготовка и переподготовка младших командиров, старшин подразделений, сотрудников ОМОН, ОВО, снайперов, гранатомётчиков, а также охрана общественного порядка в Тольятти при проведении массовых мероприятий.

## Состав
Постоянный состав:
- Рота технического обеспечения
- Рота материального обеспечения
- Автомобильная рота
- Комендантская рота
- Учебный центр

Переменный состав:
- три курсантские роты.

Командиры
- полковник Шередин (1992)
- полковник Тимофеев В.Б. (1995)
- полковник Павел Щедров (2009);
- подполковник Евгений Андреев (2009 — 2010);
- полковник Василий Клецков (2010 — 2014);
- полковник Михаил Юрьевич Тарасов (2014 — 2016);
- полковник Потапов Сергей Петрович (2016 — 2017);
- полковник Тряпичников Андрей Вячеславович (2018 - наст.вр)

## Дислокация
445041, Россия, Самарская область 

Тольятти, микрорайон Шлюзовой, улица Магистральная, дом № 8 

Телефон: +7 (8482) 97-62-05 — дежурный по части

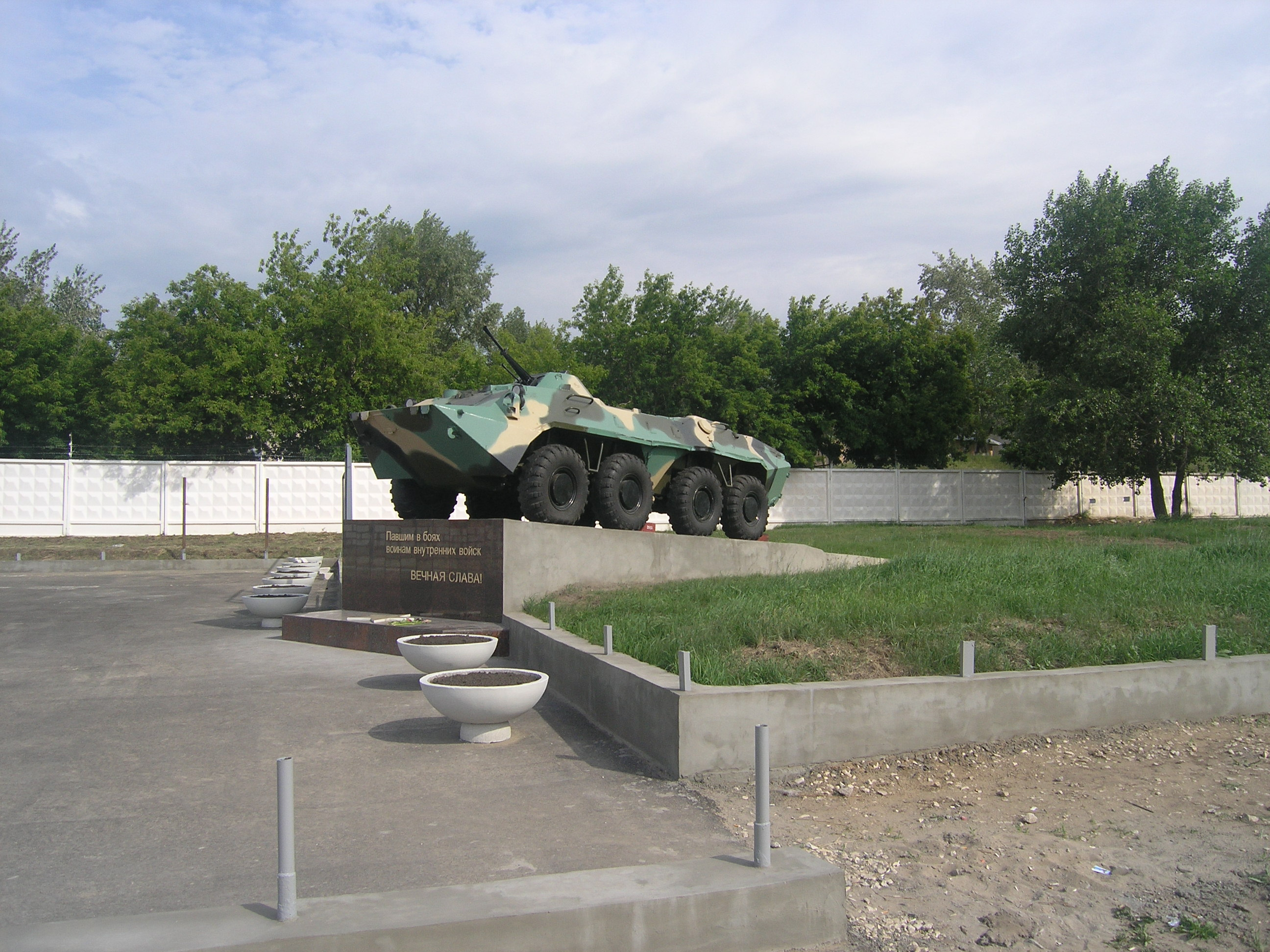
Мемориал погибшим воинам внутренних войск БТР-70
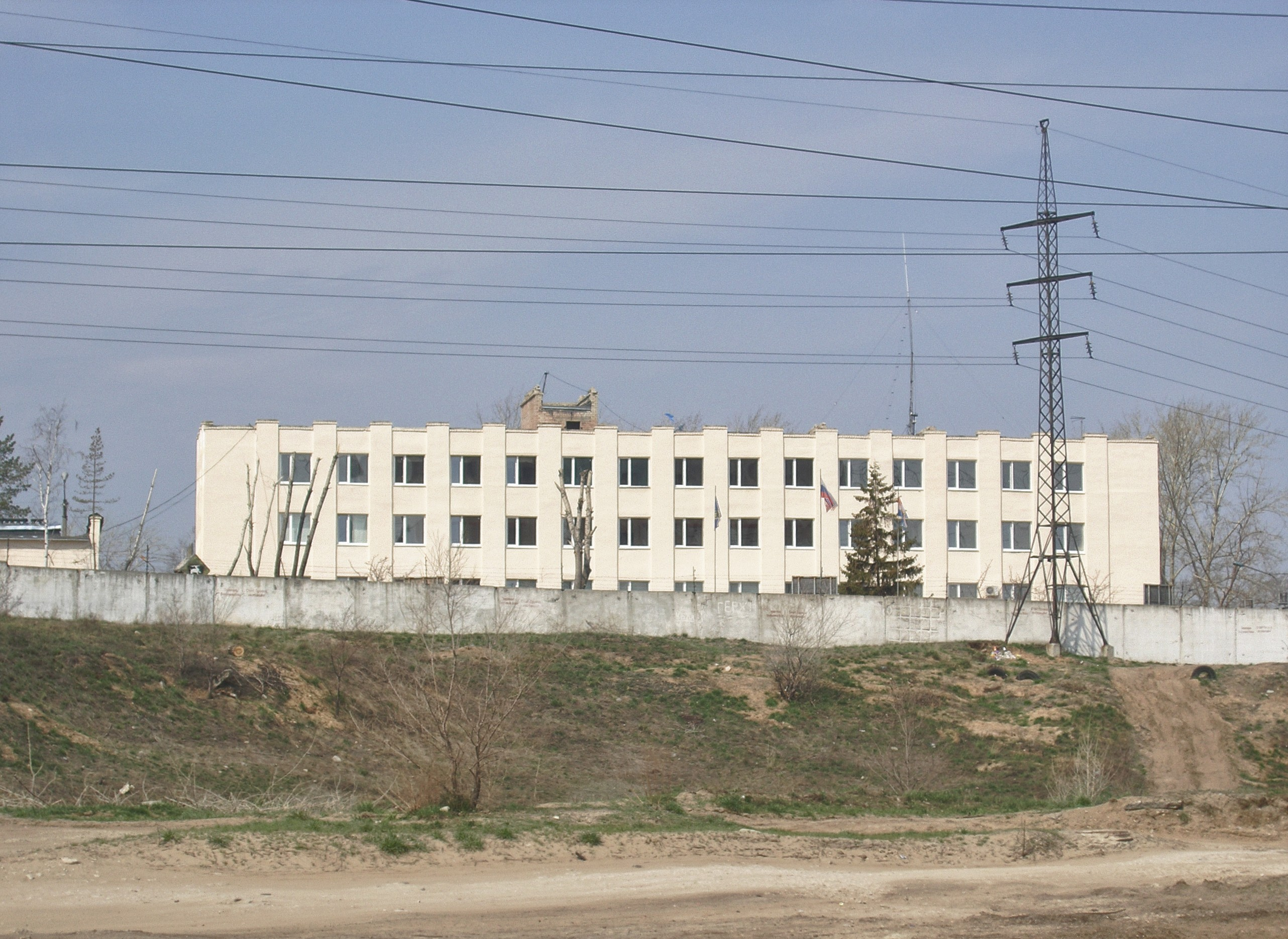
Одно из зданий на территории в/ч
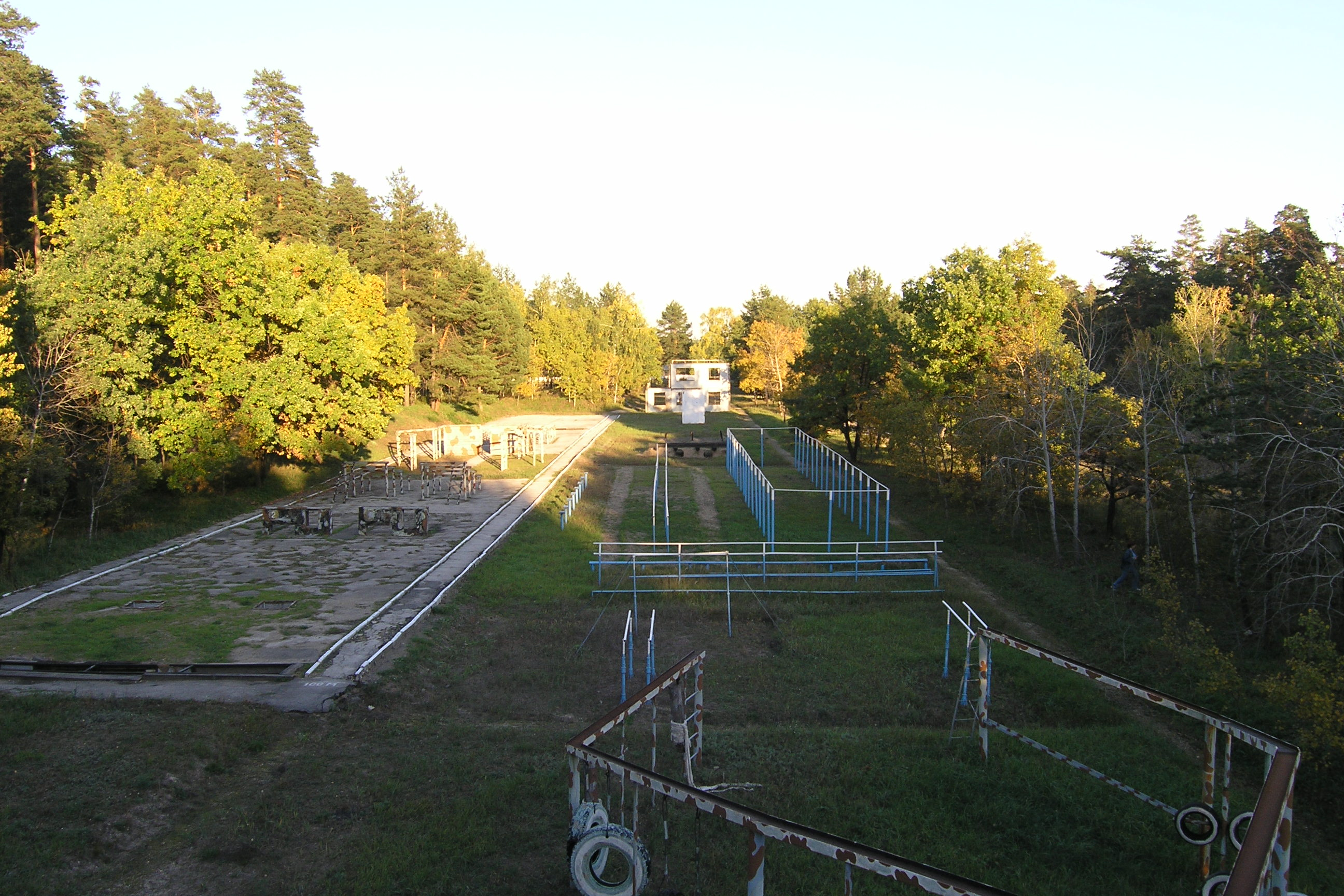
Один из учебных полигонов полка